# Скеллітаун (Техас)
Скеллітаун (англ. Skellytown) — місто (англ. town) в США, в окрузі Карсон штату Техас. Населення — 394 особи (2020).

## Географія
Скеллітаун розташований за координатами 35°34′16″ пн. ш. 101°10′23″ зх. д. / 35.57111° пн. ш. 101.17306° зх. д. (35.571018, -101.173044).  За даними Бюро перепису населення США в 2010 році місто мало площу 1,37 км², уся площа — суходіл.

## Демографія
Згідно з переписом 2010 року, у місті мешкали 473 особи в 218 домогосподарствах у складі 131 родини. Густота населення становила 344 особи/км².  Було 266 помешкань (193/км²).
Расовий склад населення:
| - 93,9 % — білих - 1,5 % — корінних американців - 1,1 % — азіатів - 0,4 % — чорних або афроамериканців - 1,1 % — осіб інших рас |

До двох чи більше рас належало 2,1 %. Частка іспаномовних становила 5,1 % від усіх жителів.
За віковим діапазоном населення розподілялося таким чином: 19,2 % — особи молодші 18 років, 61,1 % — особи у віці 18—64 років, 19,7 % — особи у віці 65 років та старші. Медіана віку мешканця становила 48,6 року. На 100 осіб жіночої статі у місті припадало 100,4 чоловіків;  на 100 жінок у віці від 18 років та старших — 102,1 чоловіків також старших 18 років.
Середній дохід на одне домашнє господарство  становив 56 792 долари США (медіана — 54 688), а середній дохід на одну сім'ю — 69 936 доларів (медіана — 71 250). За межею бідності перебувало 7,4 % осіб, у тому числі 6,6 % дітей у віці до 18 років та 6,0 % осіб у віці 65 років та старших.
Цивільне працевлаштоване населення становило 188 осіб. Основні галузі зайнятості: сільське господарство, лісництво, риболовля — 22,3 %, будівництво — 20,2 %, освіта, охорона здоров'я та соціальна допомога — 19,1 %.